# Miguel de León
Miguel de León (Caracas, Venezuela, 1962. február 22. –) venezuelai színész.

## Élete
Miguel de León 1962. február 22-én született Caracasban. 1986-ban feleségül vette Nubia Quilarquét, akitől 1995-ben elvált. Ugyanebben az évben feleségül vette Gabriela Spanic színésznőt. 2003-ban elváltak. 2004-ben feleségül vette Jennifer Bracagliát. Két gyermekük született.

## Filmográfia

### Telenovellák
- Amor secreto - Venevisión (2014) - Leonardo Ferrandiz
- La virgen de la calle - Televisa - RTI (2014) - Rogelio Rivas
- Las bandidas - Televisa - RCN - RTI (2013) - Gaspar Infante
- Mi ex me tiene ganas - Venevisión - (2012) - Franco Rosas
- La viuda joven - Venevisión - (2011) - Vespaciano Calderón
- Aunque mal paguen - Venevisión - (2007) - Alejandro Aguerrevere
- Los Querendones - Venevisión - (2006) - Valentín Alcantara
- Az élet gyönyörű oldala (Sabor a ti) - Venevisión - (2004) - Leonardo Lombardi
- Mariana de la noche - Televisa - (2004) - José Ramón Martínez
- Alegrijes y rebujos - Televisa - (2003) - Antonio Domínguez
- Hajrá skacok (¡Vivan los niños!) - Televisa - (2002) - Alonso Gallardo
- Carita de ángel - Televisa - (2000) - Luciano Larios Rocha
- Esperanza (Nunca te olvidaré) - Televisa - (1999) - Dr. Leonel Valderrama
- Gotita de amor - Televisa - (1998) - Ulises Arredondo
- Paula és Paulina (La usurpadora) - Televisa - (1998) - Douglas Maldonado
- Sol de tentación - Venevisión - (1996) - Armando José Santalucía
- Nincs hozzád hasonló (Como tú ninguna) - Venevisión - (1995) - Raúl de la Peña
- María Celeste - Venevisión - (1994) - Santiago Azpúrua
- Amor de Papel - Venevisión - (1993) - Diego del Corral
- Kassandra - RCTV - (1991-92) - Ernesto Rangel
- Caribe - RCTV - (1990) - Enrique Bustamante
- Fabiola - Venevisión - (1989) - Alejandro Fuentes
- La Revancha - Venevisión - (1989) - Leonardo
- Abigail - RCTV - (1988) - Médico fisiatra
- Señora - RCTV - (1988) - Instructor de natación
- La Millonaria - Producción independiente - (1988)
- Sueño contigo - Venevisión - (1987)